# Lola (film, 2009)
Pour les articles homonymes, voir Lola.
Lola est un film philippin réalisé par Brillante Mendoza, sorti en 2009. Il est présenté à la Mostra de Venise en 2009.

## Synopsis
À Manille, deux grands-mères (« lola » en filipino) doivent faire face à un drame dans lequel leurs petits-fils respectifs sont impliqués, l'un comme victime et l'autre comme coupable.

## Fiche technique
- Titre : Lola
- Réalisation : Brillante Mendoza
- Scénario : Linda Casimiro
- Pays d'origine : Philippines
- Format : Couleurs - 35 mm
- Genre : Drame
- Durée : 110 minutes
- Date de sortie : 2009 à la Mostra de Venise, 5 mai 2010  France

## Distribution
- Anita Linda : Lola Sepa
- Rustica Carpio : Lola Carpin
- Tanya Gomez : Ditas
- Jhong Hilario : Bebong
- Ketchup Eusebio : Mateo
- Camille Solari : Lola